# Lan Xang
Il Regno di Lan Xang (in lingua lao: ອານາຈັກລ້ານຊ້າງ, traslitterato anche Lan Sang, Lane Sang, Lane Xang; in lingua pāli: शिसत्तनखनहुत्, traslitterato: sri sattana khanahut; letteralmente: un milione di elefanti) fu fondato nel 1354 da Fa Ngum, un principe di Mueang Sua, l'odierna città laotiana di Luang Prabang. Lo Stato, che per lungo tempo avrebbe dominato la valle del Mekong nel nord dell'Indocina, unificò per la prima volta il popolo lao, fino ad allora diviso in diverse municipalità chiamate muang (in lao: ເມືອງ), che gravitavano nell'orbita dei potenti Stati vicini, primo fra tutti l'Impero Khmer.
Il Regno di Lan Xang ebbe termine nel 1707 quando, a seguito di sanguinose guerre civili, si frazionò nei Regni di Vientiane e Luang Prabang. Nel 1713, il Regno di Vientiane avrebbe ceduto i territori meridionali al nuovo Regno di Champasak.
Le fonti da cui gli storiografi hanno attinto le informazioni relative alla storia del regno provengono dagli annali degli antichi Stati della regione, tra cui quelli dello stesso Lan Xang, di Lanna, di Ayutthaya di Birmania e dell'Impero Khmer, che differiscono tra loro. Gli annali di Lan Xang furono tradotti in altre lingue ed interpretati in diversi modi, dando luogo a controversie sull'attendibilità dei riferimenti storici. La principale tra le critiche che determinarono il cambiamento del testo originale, fu dettata dalla convinzione che molti degli avvenimenti storici fossero stati omessi o distorti nell'edizione originale a maggior gloria del regno. Gli stessi avvenimenti e le date relative alla storia di Lan Xang non sono quindi pienamente attendibili.

## Premesse
Tra il I ed il V secolo d.C., la crescente influenza del Regno di Funan diffuse nel sud dell'Indocina la civilizzazione indù, che venne sviluppata nei secoli successivi dai regni di Chenla, stanziato nell'odierna Cambogia, e di Champa, situato nell'odierno Vietnam del Sud. L'Impero Khmer, sorto alla fine dell'VIII secolo dalle ceneri di Chenla, si estese in gran parte dell'Indocina ed assunse per 500 anni il ruolo di guida dell'Induismo nella regione. A partire dal VI secolo si diffuse anche la cultura Dvaravati, influenzata dall'emergente popolo mon, che si convertì al Buddhismo Theravada e favorì la fondazione di diversi principati nelle odierne Birmania, Thailandia e Laos. I khmer conquistarono buona parte delle città-stato mon orientali ed imposero l'Induismo, mentre il Buddhismo continuò a prosperare ad ovest. Dall'unione delle due culture nacque la famiglia linguistica mon khmer.
Fu in questo contesto che, tra il IV e l'VIII secolo, si formarono nella valle del Mekong le prime municipalità, delle città-stato che crebbero sotto l'influenza dei regni indocinesi e dell'Impero Cinese. Nei secoli successivi, vennero assoggettate e rese stati vassalli dai khmer e dai champa, ma mantennero un buon margine di autonomia conservando i propri regnanti.
Le migrazioni dalla Cina meridionale al nord dell'Indocina da parte dei popoli tai erano iniziate nella seconda metà del I millennio d.C. e si erano accentuate dopo la caduta nel 1253 del Regno di Dali, la cui popolazione era soprattutto di etnia tai. Gradualmente i tai si insediarono in una vasta fascia di territori compresi tra il nord-est dell'India ed il nord del Vietnam e si suddivisero in diversi sottogruppi etnici. Tra i più importanti vi furono quello dei siamesi, che nel 1238 costituirono il Regno di Sukhothai nell'odierna Thailandia Centrale, quello dei tai yuan, che nel 638 formarono il Regno di Hiran/Ngoenyang, diventato nel 1292 il Regno Lanna nell'odierna Thailandia del Nord e quello degli shan, che presero possesso di larghi territori nella Birmania nord-orientale. Attorno al XIII secolo, tali gruppi abbracciarono la fede del Buddhismo Theravada, che nel giro di alcuni decenni si affermò in tutta l'Indocina.
Il gruppo dei lao si insediò nelle pianure del medio Mekong e nelle zone circostanti, dove estese la propria influenza fino ad assumere il controllo delle vecchie municipalità esistenti, a cui venne dato il nome mueang. All'inizio del XIII secolo, la mueang di Sua (o Sawa), l'odierna Luang Prabang, riuscì a rendersi indipendente dai potenti Stati vicini ed a costituirsi a regno. Sarà la dinastia di questa città che unificherà le municipalità ed il popolo laotiano con la formazione del Regno di Lan Xang, e che resterà sul trono dei vari regni che si succederanno a Vientiane e a Luang Prabang fino al 1975.

## Fa Ngum
Il principe Fa Ngum nacque nel 1316 nel regno laotiano di Mueang Sua, l'odierna Luang Prabang, una potente città-stato chiamata anche Xieng Dong Xieng Thong che aveva esteso la sua influenza su ampi territori della valle del Mekong. Allontanato dal regno dopo la nascita dai consiglieri del re, Fa Ngum giunse ad Angkor, la capitale del decadente Impero Khmer, dove venne allevato a corte. Dimostrò intelligenza negli studi e l'imperatore Lampong Reachea gli concesse la mano della figlia, la principessa Keo Keng Kagna, e si convertì al Buddhismo Theravada.
Nel 1349, l'imperatore fornì a Fa Ngum un esercito di 10.000 uomini, alla testa dei quali marciò verso nord per impadronirsi del trono di Mueang Sua, passato nelle mani dello zio. Le intenzioni di Lampong Reachea erano quelle di far diventare Fa Ngum un potente sovrano ed un alleato per contrastare le mire espansionistiche dei siamesi del Regno di Sukhothai, i quali avevano conquistato diverse mueang precedentemente sottomesse ai khmer. Una serie di vittorie assicurarono a Fa Ngum il controllo di importanti principati negli odierni Laos, Vietnam nord-occidentale e Thailandia del Nordest e gli permisero di ingrossare sensibilmente le file dell'esercito. Nel 1353 conquistò Mueang Sua divenendone il sovrano con il titolo di Phragna Fa La Tholany Sri Sattana Khanahut, con cui si proclamò discendente del re Khun Borom, il leggendario progenitore delle stirpi tai. Secondo alcune di queste fonti, nello stesso anno (secondo altre nel 1369) le armate di Ramathibodi I, sovrano siamese del nuovo Regno di Ayutthaya, espugnarono Angkor. A seguito della vittoria, il Siam aveva reso i khmer dei vassalli e si era annesso territori nella parte occidentale dell'altopiano di Korat.

## Fondazione del regno
L'anno successivo, al comando di 50.000 uomini, Fa Ngum conquistò Vientiane, una delle ultime municipalità laotiane nella valle del Mekong di cui non aveva il controllo, dove nel giugno del 1354 si fece incoronare monarca del nuovo Regno di Lan Xang, letteralmente il "regno di un milione di elefanti", le portentose 'macchine da guerra' di quei tempi.
Oltre che dall'unificazione dei principati laotiani e dal vuoto di potere lasciato dal declino khmer, Fa Ngum trasse vantaggio anche dalla turbolenta situazione in cui si trovava il vicino Impero Cinese, la cui dinastia Yuan aveva da diversi anni dato segni di cedimento. Nello stesso periodo in cui si affermò Fa Ngum, la Cina dovette allentare il controllo sulla periferia dell'impero per affrontare diverse catastrofi naturali e dure rivolte interne. La più grave fu quella dei Turbanti Rossi, che iniziò attorno al 1352 e si sarebbe conclusa nel 1368 con il crollo degli Yuan e la presa del potere da parte della dinastia Ming.
La capitale di Lan Xang fu insediata a Mueang Sua ed il Buddhismo Theravada fu dichiarato religione di Stato. Fa Ngum nominò consigliere spirituale il suo insegnante religioso di Angkor, il monaco Phra Maha Pasman, che giunse a Muang Sua nel 1359 con una copia dei sacri testi Tripitaka. Il reverendo fu forzato a lasciare a Vieng Kham, nella zona di Vientiane, la venerata statua del Buddha chiamata Phra Bang. La statua divenne il palladio della monarchia e nel XVI secolo sarebbe stata portata a Muang Sua, che sarebbe stata ribattezzata in suo onore Luang Prabang.

## Consolidamento
Fa Ngum organizzò le municipalità conquistate facendone dei feudi, a capo dei quali pose dei prìncipi chiamati chao. I confini del regno, che era diventato uno dei più grandi dell'Indocina, si estendevano dalle frontiere meridionali dell'Impero Cinese fino all'odierna frontiera tra Cambogia e Laos, dalle creste della catena Annamita fino alla maggior parte dell'altopiano di Korat.
Nel 1354, fu intrapresa una campagna che durò fino al 1357 e completò la conquista dell'altopiano di Korat, con la sottomissione del Principato dell'odierna Loei, e di quelli meridionali di Korat e Roi Et. L'erede al trono khmer principe Surya Daya si era rifugiato a Lan Xang dopo il sacco siamese della capitale. Con l'aiuto di Fa Ngum, a cui era imparentato, riprese il controllo dell'Impero Khmer nel 1359, cacciando il viceré che i siamesi avevano installato ad Angkor e proclamandosi imperatore con il titolo di Phra Suryavang. Dopo l'insediamento, Suryavang inviò a Mueang Sua tecnici e manovalanza specializzata per costruire palazzi e templi degni della grandezza del regno.
La storica alleanza con i khmer portò Fa Ngum a minacciare il Regno di Ayutthaya, il cui Re Ramathibodi gli offrì in segno di pace alcuni territori e la propria figlia Nang Keo Lot Fa in sposa. La morte della moglie khmer e gli intrighi della moglie siamese portarono Fa Ngum ad uno stato di prostrazione che sfociò nella sua destituzione nel 1372. Venne esiliato a Nan, la capitale dell'omonimo piccolo regno settentrionale che era riuscito a mantenere l'indipendenza, dove morì in una data compresa tra il 1373 ed il 1393.
L'isolamento del regno, circondato ad est, a nord e ad ovest da zone montane di difficile accesso e l'alleanza con i khmer a sud garantirono un periodo di stabilità. Il figlio di Fa Ngum, Samsenthai, succedette al padre nel 1372 e rimase sul trono fino alla morte, nel 1417. Il suo regno fu caratterizzato dall'assenza di conflitti di rilievo, venne eseguito il primo censimento laotiano, fu riorganizzato l'esercito e vennero costruite importanti infrastrutture. Anche il successivo regno del figlio Lan Kham Deng (1417–1428) fu contrassegnato dalla pace e dal benessere.

## Prima crisi (1428-1480)
L'unificazione del regno aveva comportato una spaccatura in due fazioni dell'aristocrazia di corte. Una fazione era schierata con il sovrano e legata all'Impero Khmer, che aveva fornito a Fa Ngum l'esercito con cui unificò i principati laotiani. La nuova aristocrazia khmer creatasi a corte mise in secondo piano la vecchia nobiltà del regno di Mueang Sua, che reagì legandosi all'emergente Regno di Ayutthaya, lo stato siamese che si disputava con l'Impero Khmer la supremazia nel sudest asiatico. Gli interessi siamesi erano rappresentati a corte da Keo Lot Fa, che il padre Ramathibodi I, re di Ayutthaya, aveva dato in moglie a Fa Ngum. Il conflitto tra le due frazioni si sarebbe trascinato per alcuni decenni e contribuì alla crisi di Lan Xang dopo il regno di Lan Kham Deng.
Durante tale periodo di grave instabilità, gli intrighi della cortigiana Maha Devi si inserirono nelle lotte fra le fazioni dell'aristocrazia e portarono all'assassinio di almeno sei sovrani nel giro di 12 anni. Il malcontento cominciò ad affiorare anche lontano da Mueang Sua, e a Vientiane vi fu una ribellione che venne soffocata. Dopo un interregno di tre anni in cui il governo fu affidato a un Consiglio di Stato presieduto da due alti prelati, si registrarono le prime invasioni di Lan Xang. Il regno si era indebolito anche per il nuovo declino degli alleati khmer che, sottoposti alla crescente pressione di Ayutthaya, abbandonarono Angkor dopo il nuovo saccheggio siamese del 1431 e spostarono la capitale a Lovek, situata più a sud-ovest.
I laotiani subirono la prima pesante sconfitta nel 1455, quando le armate Lanna penetrarono nel paese arrivando quasi fino alla capitale. Furono respinte a caro prezzo dai laotiani, ma riuscirono ad assicurarsi diversi principati di confine tra i due regni. Una nuova sconfitta ebbe luogo nel 1478 da parte degli invasori vietnamiti. I Dai Viet si erano galvanizzati dopo l'alleanza con l'imperatore cinese della dinastia Ming e la conquista del Regno Champa, penetrarono profondamente nel regno di Lan Xang arrivando ad occupare la capitale e furono cacciate dopo aver inflitto grosse perdite alle truppe di Mueang Sua.
La crisi del regno comportò il relativo distacco delle municipalità più lontane dalla capitale, che pur rimanendo confederate a Lan Xang gradualmente acquisirono un buon grado di autonomia. Fu questo uno dei motivi per cui la capitale in seguito sarebbe stata spostata nella più centrale Vientiane.

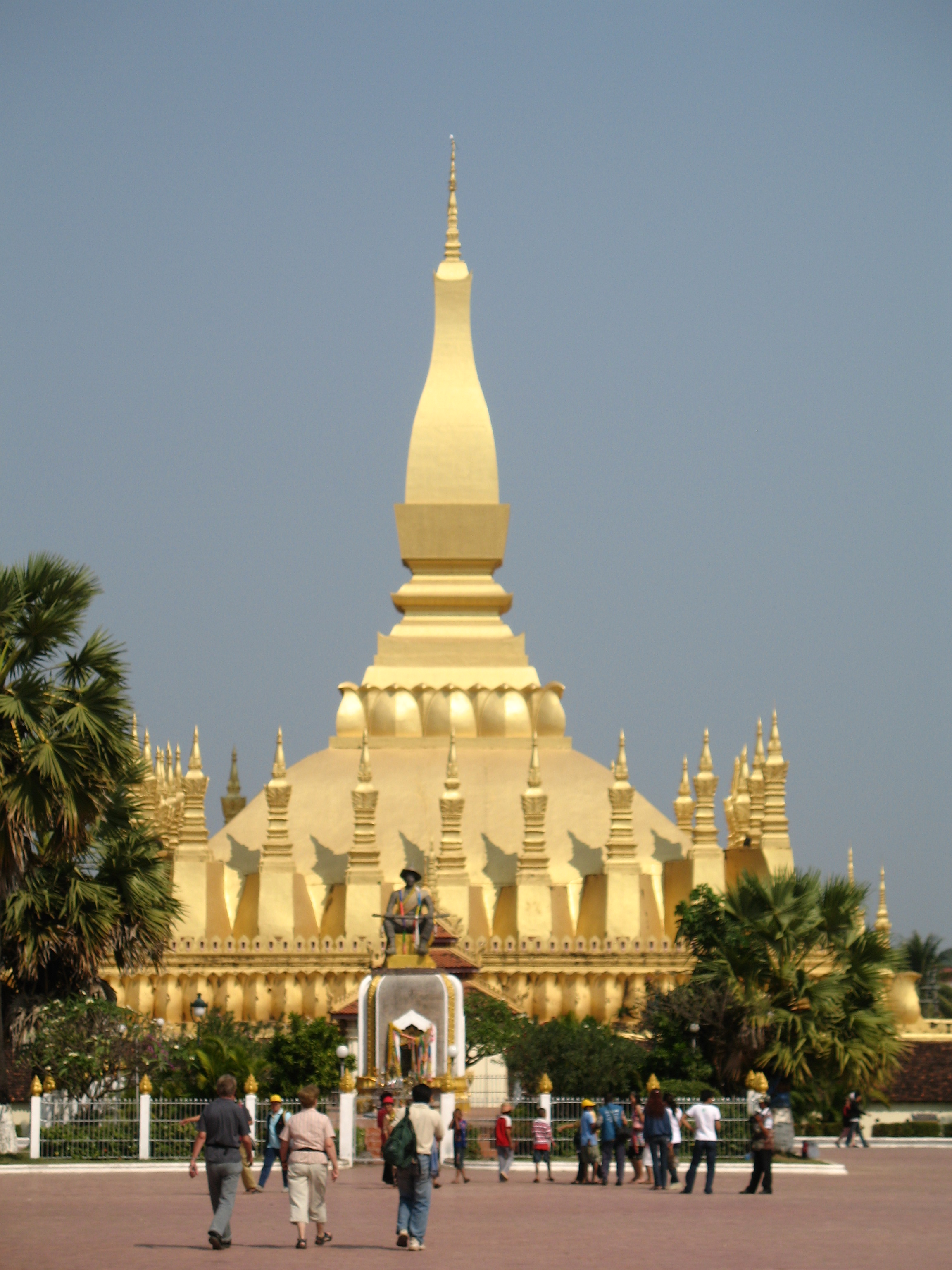
L'imponente Pha That Luang fatto costruire a Vientiane da Setthathirat I. Distrutto dai siamesi nel 1828 e ricostruito dai francesi negli anni trenta

## Prima rinascita
Dopo l'invasione vietnamita del 1478, iniziò il processo di ricostruzione. Nel 1480 la distrutta capitale venne riedificata, vennero stabiliti rapporti di pace con i regni vicini e lentamente fu recuperato il prestigio perso negli ultimi decenni. Nel 1500, con l'ascesa al trono di Visunarat, Lan Xang tornò a prosperare. Il re fu un fervente religioso, fece costruire bellissimi templi e fece tradurre le sacre scritture dal pali al laotiano. Durante il suo regno ebbero nuovo slancio le arti. Visunarat si spostò negli ultimi anni del suo regno a governare a Vientiane,da dove era più agevole controllare le turbolente province meridionali. Mueang Sua rimase la capitale ufficiale. Lan Xang si consolidò ulteriormente durante il regno del successore Phothisarat I (1520-1550), che nel 1533 trasferì a sua volta la corte a Vientiane, ma Mueang Sua rimase ancora la capitale ufficiale. Al pari del padre fu un fervente buddhista e dichiarò illegale l'Animismo, fino ad allora parte integrante della società, attirandosi l'ostilità dei praticanti di tale fede, che era alla base della cultura originale lao.
Photisarat fu molto attivo nella politica estera, dapprima strinse alleanza con il Regno Lanna, sposando una figlia del sovrano, ma in seguito ruppe i legami di pace che da lungo tempo legava i Regni di Lang Xang e di Ayutthaya. Questo portò ad un'invasione del paese da parte dei siamesi, che venne respinta. Il sovrano rispose alleandosi ai birmani e saccheggiando diverse città del Siam.
Setthathirat, figlio di Photisarat e della principessa lanna, divenne sovrano di Lanna nel 1546, dopo che al nonno materno Mueang Keo erano succeduti sovrani che morirono senza lasciare eredi. Nel 1550 lasciò definitivamente la capitale Chiang Mai per presenziare ai funerali del padre, portandosi dietro la venerata statua del Buddha di Smeraldo. Divenne re di Lan Xang ma non fu in grado di mantenere il trono lanna, avversato dall'aristocrazia locale. L'allarmante espansione birmana lo spinse a spostare ufficialmente la capitale di Lan Xang a Vientiane nel 1560, dove portò il Buddha di Smeraldo e fece costruire il magnifico stupa Pha That Luang. Fece cambiare il nome di Mueang Sua in Luang Prabang, in onore della statua del Phra Bang, il palladio della monarchia che lasciò nella vecchia capitale. Divenne un eroe nazionale per aver respinto tre invasioni birmane e per i traguardi che raggiunse sia in politica interna che in quella estera. Fu anche un fervente religioso e fece costruire importanti templi nelle città laotiane.

## Seconda crisi e dominio birmano (1575-1603)

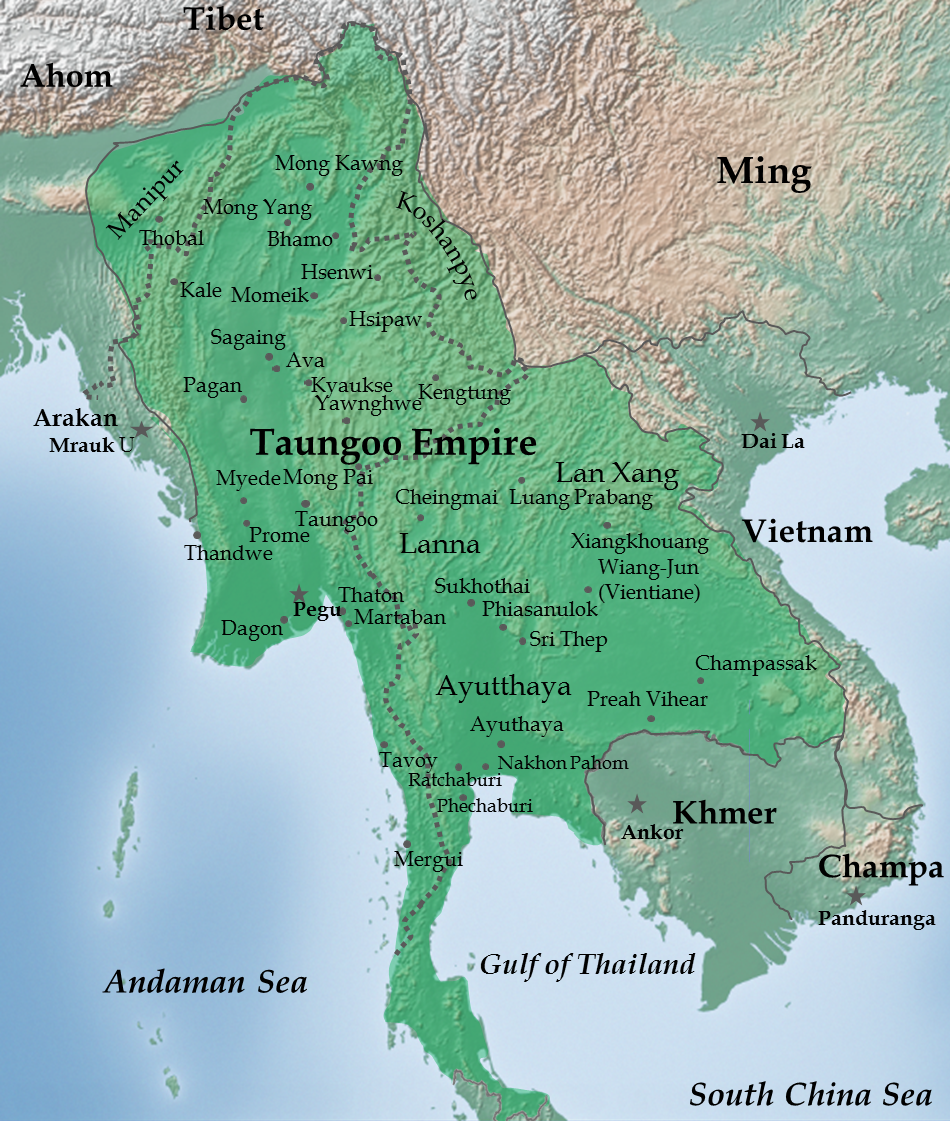
Indocina nel 1580, quando l'Impero birmano di Taungù sottomise Lan Xang e la maggior parte del sudest asiatico

Nel 1571, succedette a Setthatirat il figlio No Keo Kuman che aveva solo un anno. Fu affiancato da un reggente che nel 1572 lo detronizzò. Nel 1575 avvenne l'invasione più grave mai registrata sino ad allora, i birmani del re Bayinnaung della dinastia Taungù espugnarono Vientiane e deportarono nella capitale Pegu gran parte della popolazione, compreso il re usurpatore ed il piccolo No Keo Kuman. Bayinnaung completò così le conquiste di tutti quei territori che resero la Birmania il più grande impero mai esistito nel sudest asiatico.
Nel 1581 morì Bayinnaung, un evento che negli anni successivi avrebbe portato alla disgregazione del vasto impero che aveva creato. Gli era succeduto il figlio Nanda Bayin, privo del carisma e delle capacità del padre. A Lan Xang si erano succeduti dei sovrani vassalli della Birmania, ma nel 1582 la corte non ebbe nessuno a cui affidare il trono ed iniziò un periodo di confusione. Il vuoto di potere fu accentuato dalla debolezza della corte di Pegu, che alle prese con le ribellioni interne e quelle dei regni tai non fu più in grado di esercitare la sua influenza su Vientiane.
Le varie fazioni dell'aristocrazia ed i governatori delle province ebbero piena autonomia ma non si ribellarono al potere birmano, non riuscendo ad accordarsi sulla scelta di un sovrano per circa 8 anni. Lan Xang sarebbe rimasto vassallo dei birmani fino al 1603, quando Voravongse II fu incoronato re ed in tale occasione proclamò l'indipendenza del regno dalla Birmania dopo 28 anni di sottomissione. Negli anni successivi non vi furono conflitti internazionali né invasioni, ma continuarono a svilupparsi lotte interne fra le varie fazioni nobiliari del regno. Anche i governatori delle province meridionali continuarono le loro trame indipendentiste. Tali lotte sarebbero continuate per buona parte del XVII secolo ed avrebbero portato alla disgregazione di Lan Xang nel 1707.

## Seconda rinascita e massimo splendore
Le lotte intestine conobbero un periodo di tregua nel 1638 con l'ascesa al trono di Surigna Vongsa, che venne preferito ai cugini e ai fratelli maggiori dalla fazione più influente dell'aristocrazia del tempo. Fu un re illuminato e magnanimo, promosse le arti e fu un fervente religioso. Strinse contatti di pace ed amicizia con re Narai il Grande di Ayutthaya, insieme al quale fissò i confini tra i due Stati. Lungo la nuova frontiera, per commemorare l'evento i due sovrani fecero costruire nella provincia di Loei il Phra That Si Song Rak, letteralmente lo "stupa dell'amore tra le due nazioni".
Fu questo il periodo di massimo splendore per il regno, durante il quale arrivarono i primi inviati europei alla corte di Lang Xang, che definirono Vientiane la più magnificente città del sudest asiatico. Surigna Vongsa fu uno dei più longevi monarchi mai esistiti al mondo, avendo regnato dal 1638 al 1690. Seppe mantenere l'ordine e la pace, ma alla sua morte riaffiorarono drammaticamente gli antichi conflitti dell'inquieta aristocrazia del paese.

## Frazionamento del regno

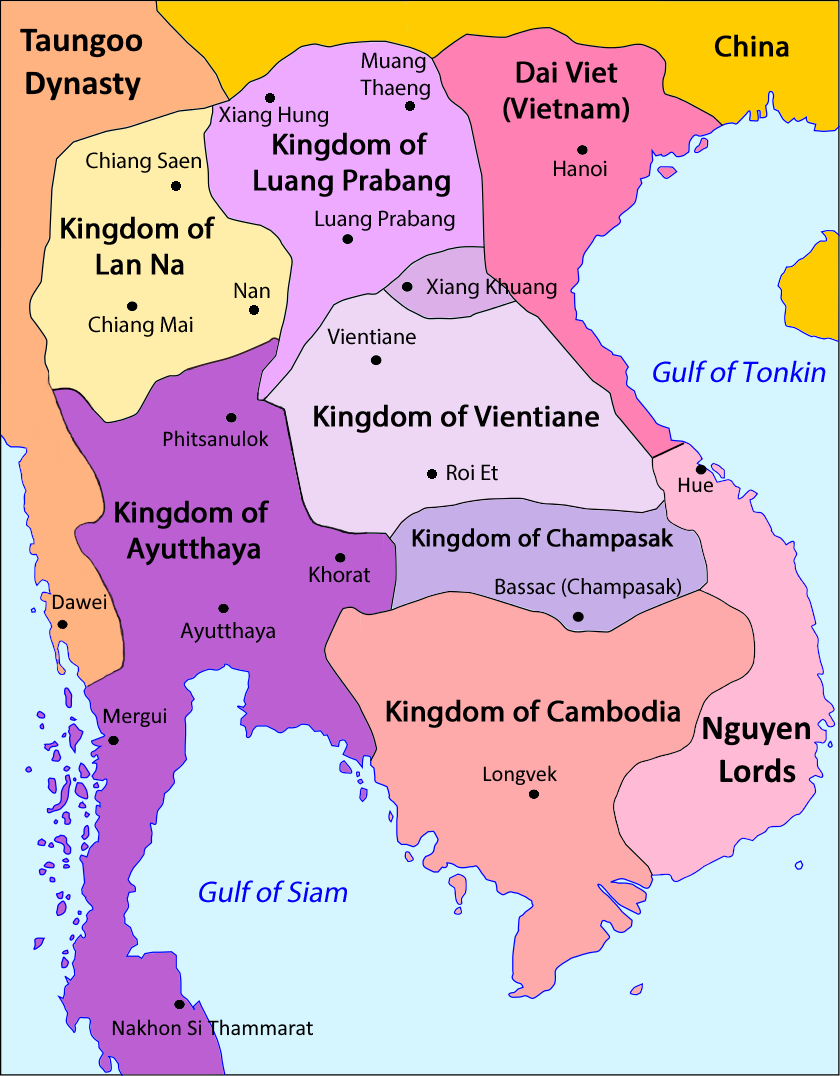
I tre regni laotiani attorno alla metà del XVIII secolo

I sovrani successivi non seppero conciliare le varie fazioni nobiliari. L'ultimo re di Lan Xang fu Setthathirat II, che dopo un lungo periodo di esilio in Vietnam, arrivò a Vientiane alla testa di un'armata vietnamita nel 1698. Riprese il trono come vassallo del Vietnam, ma la sua autorità fu contestata dal cugino Kitsarat, che depose il viceré di Luang Prabang ed istituì un autonomo regno nelle province settentrionali. Il re di Ayutthaya, preoccupato dall'influenza dei vietnamiti a Vientiane, mediò la riconciliazione fra i due cugini, che si accordarono per la spartizione nei due nuovi regni di Lan Xang Luang Prabang e di Lan Xang Vientiane nel 1707.
L'aristocrazia dei principati del sud approfittò dell'instabilità creatasi ed istituì il Regno di Champasak, che si staccò da quello di Vientiane nel 1713. Il trono fu affidato al giovane fratellastro di Setthathirat II, che divenne re con il nome regale Soi Sisamut Il Regno di Luang Prabang divenne nel 1771 vassallo della Birmania fino al 1779, quando fu obbligato a diventare vassallo siamese.

## Fine dell'indipendenza laotiana

### Colonizzazione siamese
I tre regni, spesso in conflitto tra loro ed indeboliti, vennero assoggettati tra il 1777 ed il 1779 dal Siam, ricostruito da re Taksin nel Regno di Thonburi dopo la distruzione di quello di Ayutthaya per mano dei birmani della Dinastia Konbaung.
Il primo a cadere fu quello di Champasak nel 1777, che appoggiò la ribellione anti-siamese del governatore di una provincia di confine. Due eserciti siamesi confluirono nella capitale che si arrese senza combattere, ed il re Saya Kuman fu deportato in Siam. Fu poi la volta di Vientiane, il cui re Bunsan fece uccidere un ribelle fuggito dal paese ed installatosi nell'odierno Isan sotto la protezione siamese. La reazione di Thonburi fu immediata, un grande esercito al comando del generale Phraya Chakri pose sotto assedio Vientiane con l'aiuto delle truppe di Luang Prabang. Il re Bunsan fuggì e la capitale cadde nel 1779, vennero deportati in Siam parte della famiglia reale e gli ufficiali di alto rango dell'esercito. Fra i molti beni trafugati e portati a Thonburi vi furono anche le sacre statue del Phra Bang e del Buddha di Smeraldo. Il territorio ad ovest del Mekong, l'odierno Isan, venne annesso al Siam.
L'appoggio fornito al Siam da Luang Prabang nella conquista di Vientiane non fu premiato da re Taksin, che in quello stesso anno fece del regno laotiano del nord uno Stato vassallo. Nel 1782, una ribellione interna pose fine al Regno di Thonburi ed il potere fu preso dal generale Phraya Chakri, che divenne re con il nome Rama I e fondò l'odierna Bangkok, capitale del nuovo Regno di Rattanakosin. Tali eventi non mutarono il rapporto tra il Siam e gli Stati vassalli laotiani.
Nel 1813 il Regno di Champasak diventò un principato. La ribellione del re di Vientiane Anuvong, iniziata nel 1826, si concluse nel dicembre del 1828 con la distruzione della capitale, la deportazione di diverse centinaia di migliaia di laotiani nelle zone disabitate dell'Isan e l'annessione al Siam del Regno di Vientiane. Anuvong fu portato in catene a Bangkok, dove venne pubblicamente torturato e ucciso nel gennaio del 1829. Dopo l'annessione a Bangkok dei territori di Vientiane, Luang Prabang tornò ad essere il solo Regno di Lan Xang, ma continuava ad essere un vassallo siamese.

### Colonizzazione francese e fine del Regno di Lan Xang
Nel XIX secolo esplose nel sudest asiatico il fenomeno della colonizzazione da parte delle potenze francesi e britanniche, che assoggettarono tutti i paesi dell'area ad eccezione del Siam. I francesi conquistarono dapprima il Vietnam e la Cambogia, poi nel 1893 costrinsero il Siam a cedere i territori ad est del Mekong al neonato protettorato francese del Laos, con capitale a Vientiane. Il paese venne ufficialmente chiamato Laos, traslitterazione in lingua francese del termine lao (ລາວ), fu inserito nell'Indocina francese e diviso in 10 province; quella di Luang Prabang fu affidata al locale re Sisavang Vong, al quale venne concesso il potere legislativo ma non il controllo dell'esercito. Nel 1904 fu annessa anche la parte occidentale del Principato di Champasak, che essendo sulla riva destra del Mekong era rimasta in mano ai siamesi. Il riunificato principato fu trasformato in una provincia di cui fu nominato governatore lo stesso principe.
Nel periodo coloniale, i francesi non occuparono capillarmente il paese, che non aveva risorse economiche sfruttabili. Venne pacificato ed usato principalmente come stato cuscinetto per proteggere i loro territori da quelli delle colonie britanniche. Verso la fine della seconda guerra mondiale, durante la breve occupazione giapponese che aveva espulso i francesi, Sisavang Vong venne costretto l'8 aprile del 1945 dai nuovi occupanti a dichiarare l'indipendenza del nuovo Regno del Laos.
Al termine del conflitto il re venne deposto dal movimento Lao Issara, che costituì la prima repubblica laotiana. Lo Stato ebbe vita breve e dopo pochi mesi i francesi tornarono a riprendere il controllo del paese. Nel 1946, il re fu rimesso a capo del ricostituito Regno del Laos, che nel 1947 divenne una monarchia costituzionale nell'ambito dell'Unione Francese. Nel 1953, i francesi vennero duramente sconfitti nella guerra d'Indocina e costretti a concedere l'indipendenza sia al Laos che al Vietnam. Il Vietnam del Sud fu dato in mano ad una dittatura di cristiani filo-occidentali e nacque il conflitto con il comunista Vietnam del Nord, che aveva trionfato nella guerra contro i colonialisti.

## Dinastia Reale di Lan Xang
A partire dal 1953, la storia del paese fu dominata da una guerra civile che negli anni sessanta sarebbe diventata il fronte laotiano del vicino conflitto vietnamita. L'indipendenza del regno fu solo fittizia, Il posto dei francesi fu preso dagli Stati Uniti, preoccupati dall'espansione comunista nella regione, che in virtù della presunta neutralità laotiana nella guerra vietnamita non colonizzarono ufficialmente il Laos. Gli americani finanziarono il regno e ne organizzarono le forze armate, mentre i ribelli del movimento chiamato Pathet Lao si allearono ai comunisti Viet Minh di Ho Chi Minh, gli artefici della disfatta francese.
Le devastazioni che seguirono ebbero fine nel 1975 con la vittoria dei comunisti del Pathet Lao, la destituzione dell'ultimo sovrano del paese e la fondazione, il 2 dicembre, della Repubblica Democratica Popolare del Laos. Ebbe così fine, dopo oltre 600 anni, la monarchia fondata da Fa Ngum. Il re Savang Vatthana fu deportato assieme a tutta la famiglia in un campo di rieducazione dove morì, probabilmente nel 1978. Attualmente l'erede al trono è Soulivong Savang, in esilio a Parigi dal 1981.
Tutti i sovrani dei Regni di Lan Xang, di Luang Prabang e di Vientiane fino ad arrivare all'ultimo re del Laos, appartennero alla dinastia di Lan Xang, detta anche dinastia di Khun Lo, e nei loro titoli ufficiali quando furono incoronati venne sempre richiamato il Regno del Milione di Elefanti.